# Francesca Bonomo
Francesca Bonomo (Torino, 21 settembre 1984) è una politica italiana.

## Biografia
Diplomata all'I.T.C.G. "Enrico Fermi" di Cirié all'indirizzo Giuridico Economico Aziendale. In questo periodo ha partecipato ad una "International Summer Homestay" in Massachusetts e ha frequentato il Glenfield College ad Auckland in Nuova Zelanda.

Dopo la laurea triennale in Scienze Giuridiche (Torino-Parigi) in materia di diritto dell'Unione Europea, nel 2013 ha conseguito la laurea specialistica in Giurisprudenza con la tesi "Il rapporto tra la tutela dei diritti umani e le norme di diritto umanitario, con particolare riferimento al caso della Cecenia".

### Volontariato
Attiva nella parrocchia di Barbania, comune ove risiede, è stata catechista e dal 2010 è responsabile del gruppo animatori delle parrocchie di Barbania-Levone-Rocca. Svolge da più di dieci anni l'attività di volontariato nella Comunità di Sant'Egidio occupandosi delle persone senza fissa dimora e degli anziani soli.
Il suo interesse per le altre culture e tradizioni e per la tutela dei diritti umani l'ha spinta a partecipare nel 2012 al progetto MAE-CRUI, con destinazione Dakar, portando l'esperienza giuridica nell'Ambasciata italiana e nell'ufficio della Cooperazione Italiana.

### Attività politica
Nel 2008 è stata candidata alle Primarie nazionali costituenti dei giovani democratici (l'organizzazione giovanile del PD), risultando seconda tra gli eletti in Piemonte. Dal 2010 al 2012 è stata membro di segreteria dei Giovani Democratici della Provincia di Torino con delega ai diritti civili.
Nel giugno 2009 è stata eletta consigliera comunale a Barbania assumendo la delega per politiche giovanili ed associazionismo; a partire dal 2010 ha curato il progetto "GiovaniTOCultura" della Provincia di Torino per i festeggiamenti dei 150 anni dell'Unità d'Italia, portando i giovani compaesani alla realizzazione di un cortometraggio sulla figura di Bernardino Drovetti.
È membro del direttivo del Circolo PD Val Malone dal 2009, dell'Assemblea Regionale del PD ed è presidente di "ALTrE PROSPETTIVE", associazione creata da giovani amministratori.

#### Deputata nazionale
Nel 2013 viene eletta deputata della XVII legislatura della Repubblica Italiana nella circoscrizione Piemonte 1 nelle liste del PD. È membro della XIV commissione - Politiche dell'Unione Europea.
Alle elezioni politiche del 2018 viene rieletta alla Camera dei Deputati.
Alle elezioni primarie del PD del 2019 sostiene la mozione del segretario uscente Maurizio Martina, ex ministro delle politiche agricole nei governi Renzi e Gentiloni e rappresentante l'area "filo-renziana" del partito, che risulterà perdente arrivando secondo con il 22% dei voti dietro a Nicola Zingaretti (66%).
Alle elezioni politiche anticipate del 2022 si candida per la Camera in seconda posizione nel collegio plurinominale Piemonte 1 - 02, senza risultare eletta.